# Angelo Peruzzi
Angelo Peruzzi (* 16. února 1970, Viterbo, Itálie) je bývalý italský fotbalista, který hrál na pozici brankáře. Kariéru ukončil v Laziu Řím, předtím hrál v Interu Milán, Juventusu Turín i AS Řím. Rovněž hrál v italské reprezentaci, s níž vyhrál mistrovství světa.

## Klubová kariéra
Po působení v AS Řím a Hellas Veroně se roku 1991 upsal turínskému Juventusu, kde se brzy stal brankářskou jedničkou a nahradil tak Stefana Tacconiho. Ve dresu „Juve“ debutoval dne 12. února 1992 v zápase Coppa Italia proti rivalovi Interu Milán. Peruzzi udržel čisté konto, čímž pomohl k výhře 1:0.
Pomohl k zisku Poháru UEFA v ročníku 1992/93. Juventus se v osmifinále utkal též se Sigmou Olomouc, ve finálovém dvojzápase dvakrát porazil Borussii Dortmund 3:1 a 3:0.
V ročníku 1994/95 jeho výkony pomohly k zisku ligového titulu. V dalším ročníku Serie A 1995/96 se Juventus musel sklonit před novým vítězem ligy v podobě AC Milán. Peruzzi ale sehrál významnou roli při výhře v Lize mistrů. V 21. minutě podržel tým zákrokem proti střele „Kikiho“ Musampy.
Ve finálovém penaltovém rozstřelu vychytal kopy Edgara Davidse a Sonnyho Silooye.
V ročníku 1996/97 opět Bianconeri vychytal další ligový titul. Ligu mistrů obhajující Juventus dokráčel opět do finále, kde Peruzzi nedokázal zabránit Dortmundu ve výhře nad Bianconeri 3:1.
Roku 1999 opustil Juventus a odešel do konkurenčního Interu, který právě opustil brankář Gianluca Pagliuca. Podepsal čtyřletý kontrakt, přestupová částka činila 9,5 milionu liber.
Peruzzi tu vydržel jen jedinou sezónu, poté přestoupil do Lazia Řím, kde setrval až do konce kariéry a se kterým stihl vyhrát Coppu Italia v sezóně 2003/04.
Poslední klubový zápas odehrál za Lazio Řím 20. května 2007.

## Hráčská statistika
| Sezóna  | Klub     | Liga    | Liga   | Liga       | Ligové poháry | Ligové poháry | Ligové poháry | Kontinentální poháry | Kontinentální poháry | Kontinentální poháry | Celkem | Celkem |
| Sezóna  | Klub     | Soutěž  | Zápasy | Obdr. Góly | Soutěž        | Zápasy        | Góly          | Soutěž               | Zápasy               | Góly                 | Zápasy | Góly   |
| ------- | -------- | ------- | ------ | ---------- | ------------- | ------------- | ------------- | -------------------- | -------------------- | -------------------- | ------ | ------ |
| 1987/88 | Řím      | Serie A | 1      | -0         | IP            | 0             | -0            | -                    | 0                    | -0                   | 1      | -0     |
| 1988/89 | Řím      | Serie A | 12     | -16        | IP            | 7             | -11           | UEFA                 | 1                    | -2                   | 20     | -29    |
| 1989/90 | Verona   | Serie A | 29     | -38        | IP            | 1             | -1            | -                    | 0                    | -0                   | 30     | -39    |
| 1990/91 | Řím      | Serie A | 3      | -3         | IP            | 0             | -0            | UEFA                 | 2                    | -1                   | 5      | -4     |
| 1991/92 | Juventus | Serie A | 6      | -5         | IP            | 6             | -3            | -                    | 0                    | -0                   | 12     | -8     |
| 1992/93 | Juventus | Serie A | 29     | -44        | IP            | 6             | -8            | UEFA                 | 10                   | -5                   | 45     | -57    |
| 1993/94 | Juventus | Serie A | 32     | -23        | IP            | 1             | -1            | UEFA                 | 6                    | -4                   | 39     | -28    |
| 1994/95 | Juventus | Serie A | 26     | -22        | IP            | 8             | -7            | UEFA                 | 9                    | -6                   | 43     | -35    |
| 1995/96 | Juventus | Serie A | 30     | -26        | IP+IS         | 0+1           | -0            | LM                   | 10                   | -9                   | 41     | -35    |
| 1996/97 | Juventus | Serie A | 29     | -19        | IP            | 2             | -1            | LM+ES+IP             | 9+2+1                | -6+ -2+ -0           | 43     | -28    |
| 1997/98 | Juventus | Serie A | 31     | -25        | IP+IS         | 1+1           | -1+ -0        | LM                   | 11                   | -15                  | 44     | -41    |
| 1998/99 | Juventus | Serie A | 25     | -28        | IP+IS         | 0+1           | -2            | LM                   | 8                    | -6                   | 34     | -36    |
| 1999/00 | Inter    | Serie A | 33+1   | -31+ -1    | IP            | 4             | -5            | -                    | 0                    | -0                   | 38     | -37    |
| 2000/01 | Lazio    | Serie A | 29     | -24        | IP+IS         | 0+1           | -3            | LM                   | 7                    | -9                   | 37     | -36    |
| 2001/02 | Lazio    | Serie A | 27     | -30        | IP            | 2             | -4            | LM                   | 8                    | -10                  | 37     | -44    |
| 2002/03 | Lazio    | Serie A | 30     | -28        | IP            | 0             | -0            | UEFA                 | 6                    | -6                   | 36     | -34    |
| 2003/04 | Lazio    | Serie A | 27     | -26        | IP            | 0             | -0            | LM                   | 7                    | -7                   | 34     | -33    |
| 2004/05 | Lazio    | Serie A | 21     | -26        | IP+IS         | 1+1           | -2+ -3        | UEFA                 | 1                    | -2                   | 24     | -33    |
| 2005/06 | Lazio    | Serie A | 30     | -38        | IP            | 0             | -0            | -                    | 0                    | -0                   | 30     | -38    |
| 2006/07 | Lazio    | Serie A | 28     | -24        | IP            | 0             | -0            | -                    | 0                    | -0                   | 28     | -24    |
| Celkem  | Celkem   | Celkem  | 479    | -477       | -             | 44            | -52           | -                    | 97                   | -90                  | 621    | -619   |

## Reprezentační kariéra
Za reprezentaci odehrál 31 utkání a inkasoval 17 branek. Byl již povolán na OH 1992, ale žádné utkání neodehrál. První utkání za národní tým odehrál ve věku 25 let 25. března 1995 proti Estonsku (4:1). Trenér Sacchi jej postavil do všech utkání na neúspěšném ME 1996, když vypadli již v základní skupině.	Byl i v nominaci na MS 1998, jenže kvůli zranění na šampionát neodcestoval. Po vyléčení se vrátil, ale již přednost dostávali jiní brankáři (Francesco Toldo a Gianluca Buffon). Mohl odcestovat na ME 2000, jenže nepřijal nabídku třetího brankáře. O čtyři roky později roli třetího brankáře na ME 2004 již přijal, ale opět národní tým končí ve skupině. Posledním turnajem se pro něj stal vítězným. V roce 2006 se stal ve věku 36 let mistrem světa.
Posledním utkání odchytal 8. října 2005 proti Slovinsku (1:0). 

### Statistika na velkých turnajích
| Reprezentace | Rok     | Zápasy                      | Zápasy | Zápasy  | Zápasy           | Zápasy           | Zápasy   |
| Reprezentace | Rok     | Fáze turnaje                | Datum  | Soupeř  | Odehraných minut | Vstřelené branky | Výsledek |
| ------------ | ------- | --------------------------- | ------ | ------- | ---------------- | ---------------- | -------- |
| Itálie       | ME 1996 | 1 zápas ve skupině          | 11. 6. | Rusko   | 90               | 0                | 2:1      |
| Itálie       | ME 1996 | 2 zápas ve skupině          | 14. 6. | Česko   | 90               | 0                | 1:2      |
| Itálie       | ME 1996 | 3 zápas ve skupině          | 19. 6. | Německo | 90               | 0                | 0:0      |
| Itálie       | ME 2004 | Neodehrál žádné ze 3 utkání |        |         |                  |                  |          |
| Itálie       | MS 2006 | Neodehrál žádné ze 7 utkání |        |         |                  |                  |          |

## Hráčské úspěchy

### Klubové
- 3× vítěz italské ligy (1994/95, 1996/97, 1997/98)
- 3× vítěz italského poháru (1990/91, 1994/95, 2003/04)
- 3× vítěz italského superpoháru (1995, 1997, 2000)
- 1× vítěz ligy mistrů UEFA (1995/96)
- 1× vítěz poháru UEFA (1992/93)
- 1× vítěz evropského poháru (1996)
- 1× vítěz interkontinentální poháru (1996)

### Reprezentační
- 1× na MS (2006 – zlato)
- 2× na ME (1996, 2004)
- 1× na OH (1992)
- 2× na ME U21 (1990 – bronz, 1992 – zlato)

### Individuální
- 1x vítěz ankety Guerin d'oro (1996/97)
- 3x nejlepší brankář v lize (1997, 1998, 2007)
- 2x v All Stars team podle ESM (1996/97, 1997/98)

### Vyznamenání
Zlatý límec za sportovní zásluhy (2006)

 Řád zásluh o Italskou republiku (2006)